# Unari-kun
Unari-kun är maskoten för den japanska staden Narita i prefekturen Chiba. Unari-kun är en blandning av ett flygplan och en ål. Anledningen till att han delvis är ett flygplan är att Naritas internationella flygplats ligger i Narita. Ål är en populär maträtt i Narita vilket är anledningen till att han delvis är en ål. Namnet Unari-kun är en blandning av det japanska ordet för ål "unagi"(鰻)och Narita. Unari kommer från Unariplaneten(うなり星, Unarisei). Han gillar barnen i Narita och även kända varor från Narita. Unari-kuns födelsedag är den 21 november. Unari-kuns motto är "una"(うな), vilket han avslutar varje mening med.